# Réseau urbain Bourgoin-Jallieu - Agglomération nouvelle
Ruban est le nom commercial du réseau de transport en commun de la communauté d’agglomération Porte de l’Isère. Il dessert les principales communes de la CAPI, à l'aide d'un réseau composé de neuf lignes régulières, de plusieurs services de transport à la demande (Flexibus, Ruban Péri, Ruban Dimanche, Ruban Nuit et Mobi'bus) et de lignes scolaires.
Créé en 2003, son exploitation est assuré, depuis le 1er janvier 2016, par le groupe Keolis — par l’intermédiaire de sa filiale Keolis Porte de l’Isère — pour le compte de la communauté d'agglomération Porte de l'Isère. Le contrat liant la société Keolis Porte de l’Isère à la communauté d’agglomération court de 2022 à 2028.

## Historique

### Avant Ruban: les réseaux TUB et IDABus
En 1978, le Bus-Express reliant la ville nouvelle à la gare de Lyon-Part-Dieu est mis en service ; ce service est l'ancêtre des lignes X05 à X07 des Cars Région Express.

#### Le réseau TUB
En 1981, la ville de Bourgoin-Jallieu se dote d'un réseau de bus dénommé Transports urbains berjalliens (TUB) exploité par les VFD et constitué de quatre lignes :
- Champfleuri - Boussieu
- Champaret - La Grive
- Montbernier - Planbourgoin
- Charbonnières - Gare SNCF

En 1989, il passe à trois lignes :
- 1 : Charbonnières - Champ-Fleuri - Gare SNCF
- 2 : Boussieu - Champaret- La Grive
- 3 : Montbernier - Plan-Bourgoin

En 1996, l'exploitation est reprise par le groupe Via-GTI.

#### Le réseau IDABus
En décembre 1973, une ligne urbaine entre Villefontaine et La Verpillière est créée et est exploitée par les cars Faure, elle est prolongée en novembre 1975 à Chesnes et Saint-Quentin-Fallavier.
En janvier 1981, la ville nouvelle de L'Isle-d'Abeau se dote de son propre réseau de bus avec le concours du conseil général de l'Isère qui assurait la moitié de son financement, : IDABus. Il est exploité par les VFD tout comme son voisin desservant Bourgoin-Jallieu : les TUB (Transports urbains berjalliens). VFD sera le seul exploitant que connaitra le réseau jusqu'à sa disparition.
En 1991, IDAbus lance son service de transport à la demande, le Bus à la carte.
Au début des années 2000, le réseau IDABus était constitué des lignes suivantes, toutes créées dès 1981 à l'exception de la ligne E, complétées par le Bus à la carte, :
- A : Saint-Quentin-Fallavier - Villefontaine ;
- B : La Verpillière - Villefontaine ;
- C : L'Isle-d'Abeau - Vaulx-Milieu - Villefontaine ;
- D : L'Isle-d'Abeau - Bourgoin-Jallieu ;
- AC : navette Quincias les Fougères - Saint-Bonnet Centre ;
- E : desserte du Parc Technologique.

### Les débuts de Ruban
Le réseau est né en 2003 de la fusion des réseaux TUB (Transports urbains berjalliens) de Bourgoin-Jallieu et IDAbus du SAN de L'Isle-d'Abeau tous deux exploités par les VFD et reliés par la ligne D. Dès la rentrée scolaire de 2002, la tarification avait été harmonisée et des services de transport à la demande créés.
Le 17 octobre 2005, le service Mobi'bus est mis en service pour permettre aux personnes à mobilité réduite de se déplacer dans le cas où elles ne peuvent utiliser le réseau régulier,.
En 2006, le réseau était constitué des lignes suivantes.
- A : Gare de Saint-Quentin-Fallavier - Vaulx-Milieu - Gare de L'Isle-d'Abeau ;
- B : Mas de la Raz - Gare de La Verpillière ;
- C : Mozas le Bas - Gare de Bourgoin-Jallieu - Champaret ;
- D : IUT Triforium - Gare de L'Isle-d'Abeau - Gare de Bourgoin-Jallieu - J-C Aubry ou Boussieu ;
- E : Grande Buissière - Gare de L'Isle-d'Abeau - Gare de Bourgoin-Jallieu ;
- F : Four - Saint-Bonnet Centre ;
- G : Gare de Bourgoin-Jallieu - Petit-Mont (en transport à la demande en heures creuses[2]) ;
- Dim'bus (ligne du dimanche) : Gare de Saint-Quentin-Fallavier - Vaux-Milieu - Gare de L'Isle-d'Abeau - Gare de Bourgoin-Jallieu (itinéraire des lignes A et E).

### Le réseau sous la houlette de la CAPI
Le 1er octobre 2007, soit quelques mois après la création de la communauté d’agglomération Porte de l’Isère, le Bus à la carte précédemment limité aux communes de Bourgoin-Jallieu, Four, L’Isle-d’Abeau, Saint-Quentin-Fallavier, Vaulx-Milieu et Villefontaine est étendu à l'ensemble de l'agglomération et refondu en sept zones, :
- Zone 1 : Parc d'activité de Chesnes, Parc technologique et centre pénitentiaire de Saint-Quentin-Fallavier ;
- Zone 2 : quartiers de Mozas, Charbonnières, Montbernier, Plan-Bourgoin, la Gare SNCF, les zones d'activité de la Maladière et de Chantereine à Bourgoin-Jallieu ;
- Zone 3 : Parc d'affaires de Saint-Hubert et zone commerciale des Sayes de L'Isle d'Abeau ;
- Zone 4 : La Verpillière et Satolas-et-Bonce ;
- Zone 5 : Chèzeneuve, Crachier, Domarin, Four, Maubec, Saint-Alban-de-Roche ;
- Zone 6 : Badinières, Les Éparres, Meyrié, Nivolas-Vermelle, Sérézin-de-la-Tour ;
- Zone 7 : Ruy-Montceau, Saint-Savin.

Le 1er octobre 2008, la ligne H, interne à La Verpillière est créée sous forme d'une boucle au départ de la gare, tandis que le service à la demande Bus O'Train relie Bourgoin et La Verpillière à leur gares respectives et le 1er septembre 2008, des renforts de la ligne E sont créés pour desservir le nouveau Médipôle,.
En septembre 2009, le Bus à la carte est étendu à Éclose en vue de l'intégration de la commune à la CAPI le 1er janvier 2010 tandis que le Dim'bus est modifié pour desservir le Médipôle. Le 1er mars suivant, la CAPI reprend la gestion des transports scolaires au conseil général.
Le 23 mai 2011, les renforts de la E sont remplacés par la nouvelle ligne M pour la desserte du Médipôle entre Bourgoin-Jallieu et L'Isle-d'Abeau.
Le 27 août 2012, l'offre périurbaine constituée des secteurs 4 à 7 du Bus à la carte et de la ligne G, devenue sous-capacitaire, est refondue au profit de sept lignes périurbaines, :
- 20 : Éclose / Badinières / Les Éparres / Nivolas-Vermelle / Bourgoin-Jallieu
- 21 : Sérézin-de-la-Tour / Nivolas-Vermelle / Meyrié / Bourgoin-Jallieu
- 22 : Ruy-Montceau / Bourgoin-Jallieu
- 23 : Saint-Savin / Bourgoin-Jallieu
- 24 : Crachier / Chèzeneuve / Maubec / Bourgoin-Jallieu
- 25 : Four / Saint-Alban-de-Roche / Domarin / Bourgoin-Jallieu
- 26 : Satolas-et-Bonce / La Verpillière

Un nouveau service, le Flexibus voit le jour pour desservir la ZA de Chesnes et le parc technologique (zones 30 et 31) et le Médipôle (zones 32 et 33) en remplacement des zones 1 à 3 du Bus à la carte et le Bus O'Train,.
Entre 2012 et 2013, un projet de restructuration du réseau urbain est étudiée pour améliorer l'offre à coûts constants, mais est vraisemblablement abandonnée car impossible à réaliser en respectant les contraintes prévues.
Le 1er janvier 2014, la commune de Châteauvillain adhère à la CAPI et est desservie par un prolongement de la ligne 21.
En septembre 2017, le Dim'bus est remplacé par les lignes A, C, F et M qui circulent désormais le dimanche, tandis que la ligne M est modifiée pour remplacer les Flexibus 32 et 33. Ce service dominical est supprimé à une date inconnue.
En 2018, l'offre est complétée par la mise en place d'un service de location de vélos à assistance électrique.
Le 4 mars 2019, la ligne H est prolongée pour desservir l'extension du parc technologique et le village de marques The Village et l'augmentation de l'amplitude horaire du Flexibus pour la desserte de la zone d'activités.
Le 1er septembre 2023, le réseau est totalement restructuré autour de neuf lignes régulières et d'une nouvelle offre de transport à la demande. Ce nouveau réseau permet notamment de mieux relier le Médipôle aux communes de la Verpillière et de Villefontaine et aux quartiers de Champaret et Champfleuri à Bourgoin-Jallieu sans correspondance tandis que l'importante zone d'activités de Chesnes bénéficie d'une desserte 24 heures sur 24 avec en journée une ligne régulière en plus du Flexibus et le service Ruban Nuit le reste du temps. À l'inverse, la desserte est réduite dans certains secteurs comme le quartier Pierre-Louve de L'Isle-d'Abeau qui ne sera desservi en heures creuses qu'avec le service sur réservation Ruban Péri, ce qui provoque la colère des riverains qui ont fait une pétition contre la nouvelle desserte.
Les lignes régulières :
- Ligne 1 : Triforium - Médipôle - Gare de Bourgoin-Jallieu - Champaret (remplace globalement la ligne M et la desserte de Champaret de la ligne D et d'une partie de la C)
- Ligne 2 : Triforium - Gare de l'Isle-d'Abeau - Gare de Bourgoin-Jallieu - Mozas le Bas (remplace globalement les lignes C et D à l'exception de la desserte des quartiers est de Bourgoin et de l'hôtel de ville)
- Ligne 3 : Fondbonnière - IDA centre commercial - Bourgoin-Jallieu - Ruy Le Perelly ou Nivolas Place (remplace globalement la ligne E à l'exception de la desserte de la Grande Buissière, d'une partie de la ligne 20 et la ligne 22)
- Ligne 4 : Circulaire au départ de l'hôtel de ville de Bourgoin via la gare (reprend une partie de la ligne C dans le centre-ville)
- Ligne 5 : Gare de Saint-Quentin-Fallavier - Gare de la Verpillière - Villefontaine hôtel de ville - Place de l'Europe (fusion de divers tronçons de la partie nord de la ligne B, de l'ouest de la F et d'un bout de la H)
- Ligne 6 : Les Moines - Villefontaine hôtel de ville - Gare de l'Isle-d'Abeau - Grande Buissière (remplace la ligne A sauf la desserte de Saint-Quentin, la desserte de la Grande Buissière de la ligne E et celle du village de marques de la ligne H)
- Ligne 7 :  Circulaire au départ de l'hôtel de ville de Villefontaine via Saint-Quentin-Fallavier et la Verpillière (remplace divers tronçons des lignes A, B, H et 26)
- Ligne 8 : Bourgoin Mozas le Bas - Gare de la Verpillière - Villefontaine hôtel de ville (ligne entièrement nouvelle)
- Ligne 9 : Saint-Savin Flosailles - Gare de Bourgoin-Jallieu - Maubec La Combe (fusion de la ligne 23 et d'une partie de la ligne 24)

Le transport à la demande Ruban Péri découpé en cinq zones :
- Zone A : communes au sud-est de Bourgoin (remplace les lignes 20 et 21)
- Zone B : communes au sud de Bourgoin (remplace les lignes F pour sa partie est, 24 et 25)
- Zone C : desserte de Montceau
- Zone D : quartier Pierre-Louve de L'Isle-d'Abeau
- Zone E : desserte de Satolas-et-Bonce (remplace la ligne 26)

Le Flexibus est maintenu mais avec des arrêts de rabattement revus et la disparition des numéros 30 et 31, tandis que les lignes 1, 2 et 5 sont remplacées le dimanche par Ruban Dimanche et la nuit par Ruban Nuit qui remplace aussi Flexibus.

## Identité visuelle

### Logo

Logo de 2003 à 2010
Logo actuel depuis 2010

### Livrée des véhicules
La livrée de l'ancien réseau IDABus était blanc, vert et bleu foncé,.
La livrée initiale de Ruban était sur fond gris avec des motifs jaunes à liseré bleu (bonhommes, maisons et arbres) ; elle a laissé place en 2010 à la livrée à dominante gris et rose avec les triangles de l'identité visuelle de l'agglomération.

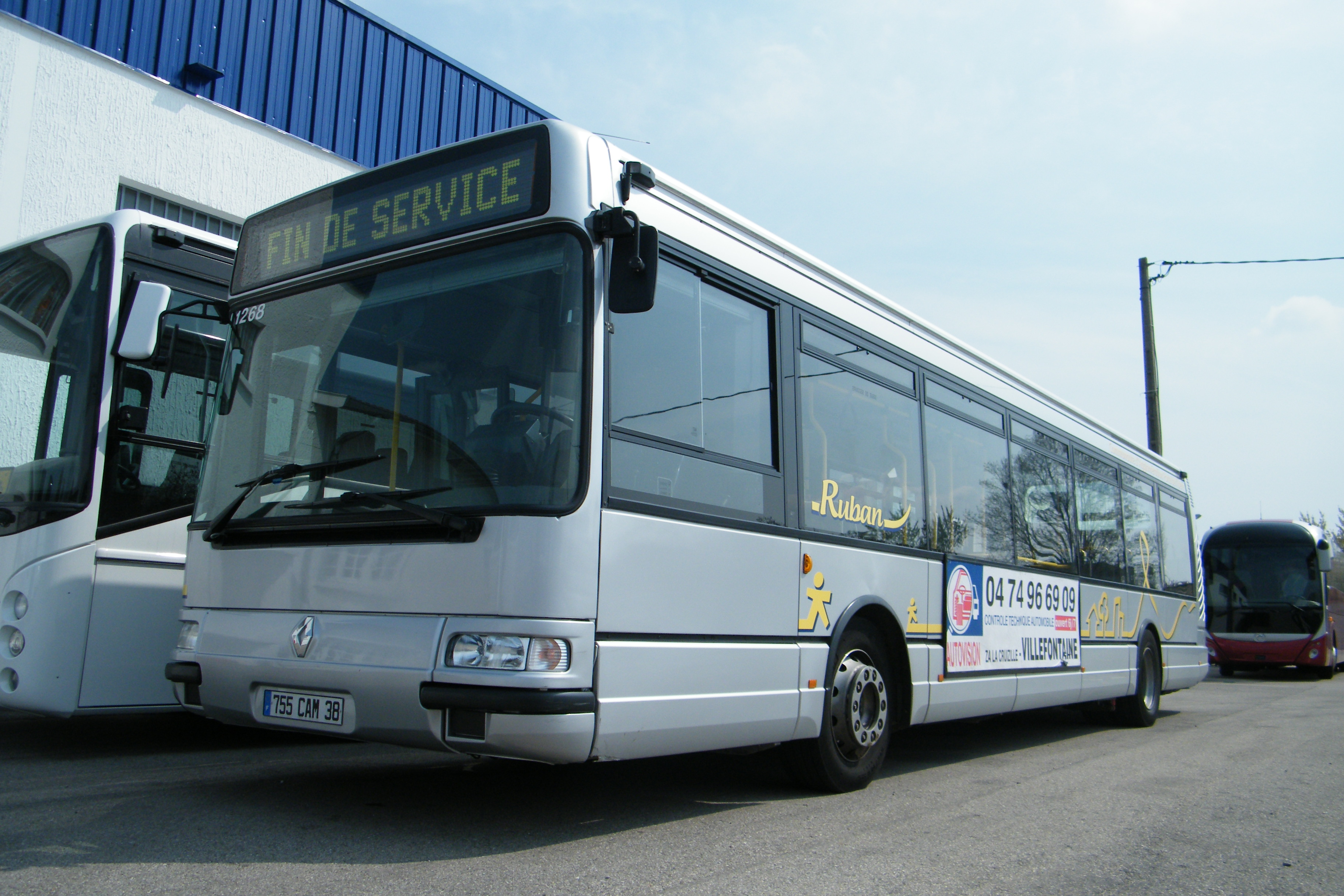
Livrée de 2003 à 2010
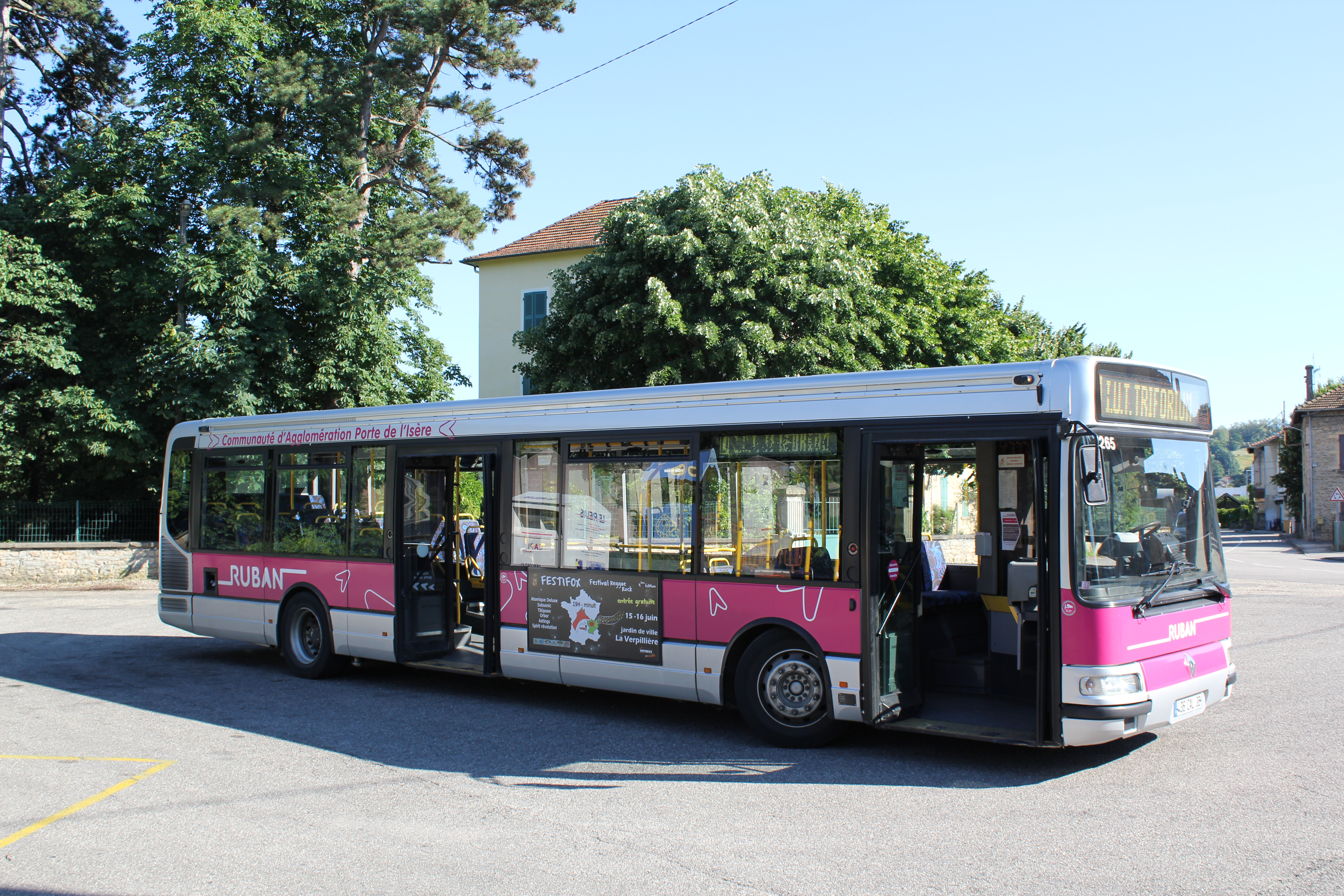
Livrée actuelle depuis 2010

## Organisateurs du réseau

### L'autorité organisatrice
Avant la création de Ruban, chaque réseau avait son autorité organisatrice : la ville de Bourgoin-Jallieu pour le réseau TUB et le syndicat d'agglomération nouvelle pour IDABus.
Le réseau Ruban est dans un premier temps géré par le Syndicat des transports urbains de voyageurs du Nord-Isère (STUNI), composé des cinq communes de la ville nouvelle et de Bourgoin-Jallieu créé pour l'occasion,.
C'est ensuite la Communauté d'agglomération Porte de l'Isère (CAPI), crée le 1er janvier 2007 en remplacement de l'ancien Syndicat d'agglomération nouvelle de L'Isle-d'Abeau (SAN), qui organise les transports sur son périmètre, composé de 22 communes pour une population desservie d'environ 100 000 habitants.

### L'exploitant
Le réseau est exploité par délégation de service public depuis le 1er janvier 2016 et jusqu'en 2021 par Keolis Porte de l’Isère. Cette délégation fait suite à l'exploitation du réseau entre le 1er février 2003 et le 31 décembre 2015 par la Société d'exploitation du réseau urbain du STUNI (SERUS), filiale de la société d'économie mixte VFD, principal exploitant du réseau Transisère (actuellement Cars Région Isère), mais dans laquelle Keolis était aussi actionnaire depuis 2010,. Les VFD restent actionnaires de la nouvelle société chargée de l'exploitation du réseau.
La SERUS avait succédé aux VFD qui exploitait directement les anciens réseaux TUB et IDABus.
La sous-traitance de certains services aux sociétés Annequin, Cars Faure et CarPostal Interurbain est maintenue en 2016.
L'exploitant sortant Keolis Portes de l'Isère est reconduit pour la période 2022-2028.

## Le réseau

### Intermodalité
Le réseau est en correspondance avec quatre gares ferroviaires : Bourgoin-Jallieu, L'Isle-d'Abeau, Saint-Quentin-Fallavier et La Verpillière.
De nombreuses lignes des Cars Région Isère desservent l'agglomération, dont notamment les lignes X05, X06 et X07 vers Lyon, mais d'autres lignes la traverse en desservant notamment les communes non desservies par les lignes régulières :
- T12, T13 et T18 : de Bourgoin-Jallieu à Saint-Savin ;
- T16 : de Villefontaine à Satolas-et-Bonce ;
- T17 : de Saint-Quentin-Fallavier à Ruy-Montceau ;
- T30 : de Bourgoin-Jallieu à Chateauvillain ;
- T31 : de Bourgoin-Jallieu à Écloses-Badinières ;
- T32 : de Bourgoin-Jallieu à Four par Saint-Alban-de-Roche ;
- T33 : de Bourgoin-Jallieu à Four par Chèzeneuve ;
- T34 : de Bourgoin-Jallieu à Meyrié ;
- T37 : de Bourgoin-Jallieu à Villefontaine.

### Arrêts
Les arrêts du réseau Ruban sont signalés par des abribus ou par des poteaux d'arrêt quand ce n’est pas nécessaire ou possible.
Dans les deux cas, le mobilier permet d'afficher les horaires, le nom de l'arrêt et le nom du réseau et, pour les abribus, le plan du réseau.

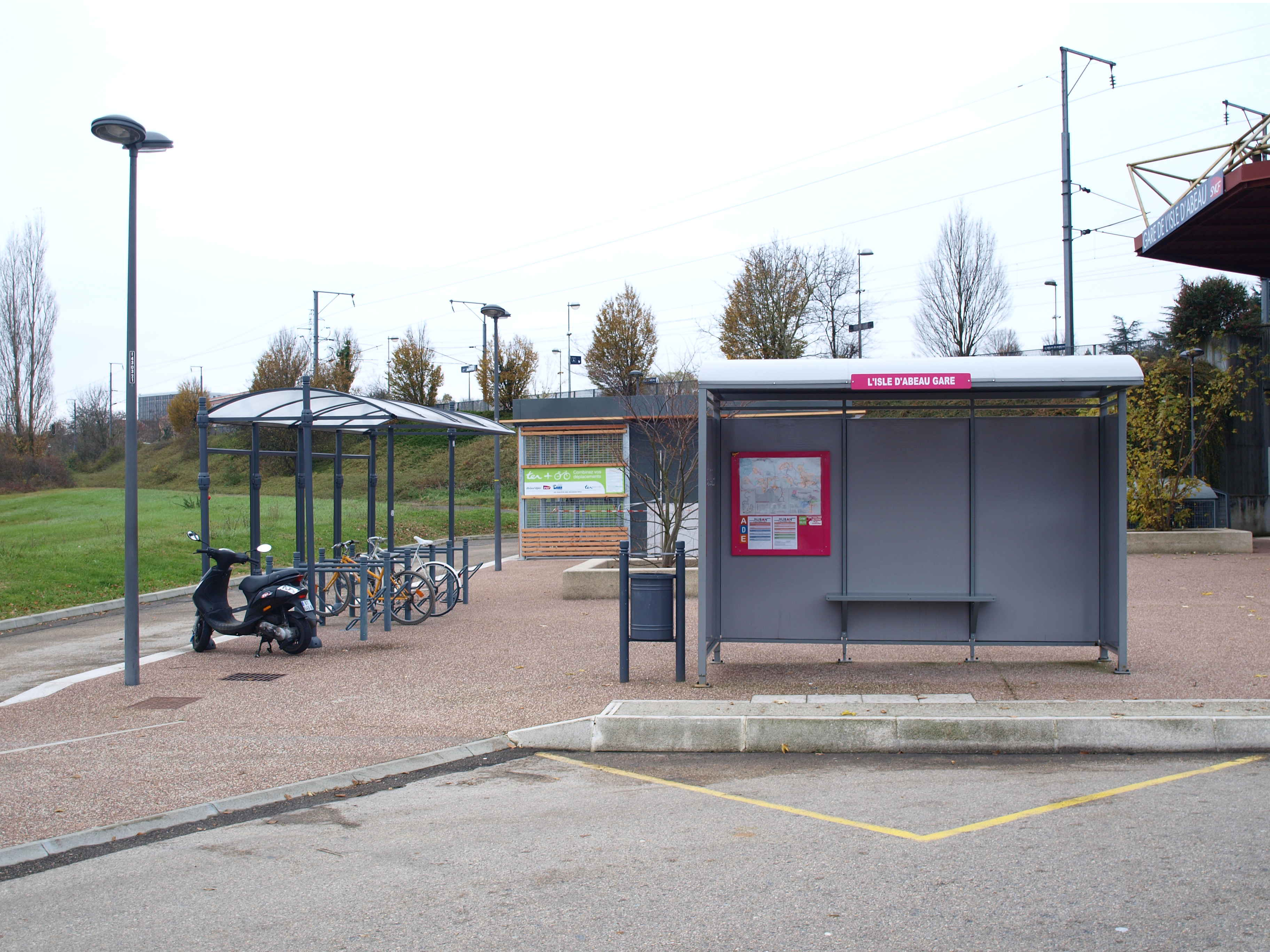
L'abribus de l'arrêt L'Isle-d'Abeau Gare.
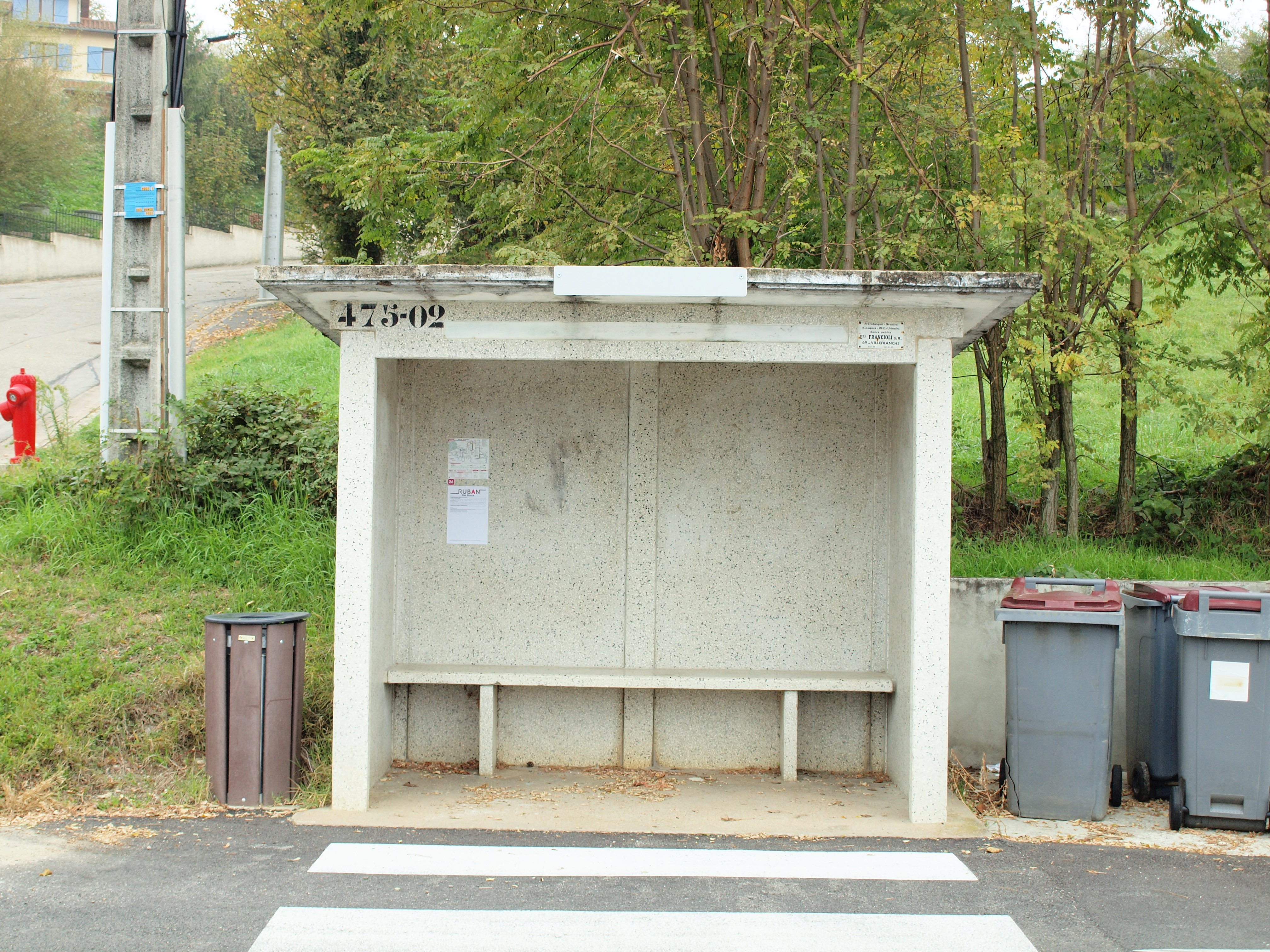
Un abribus à Satolas-et-Bonce, avec une signalétique succincte.
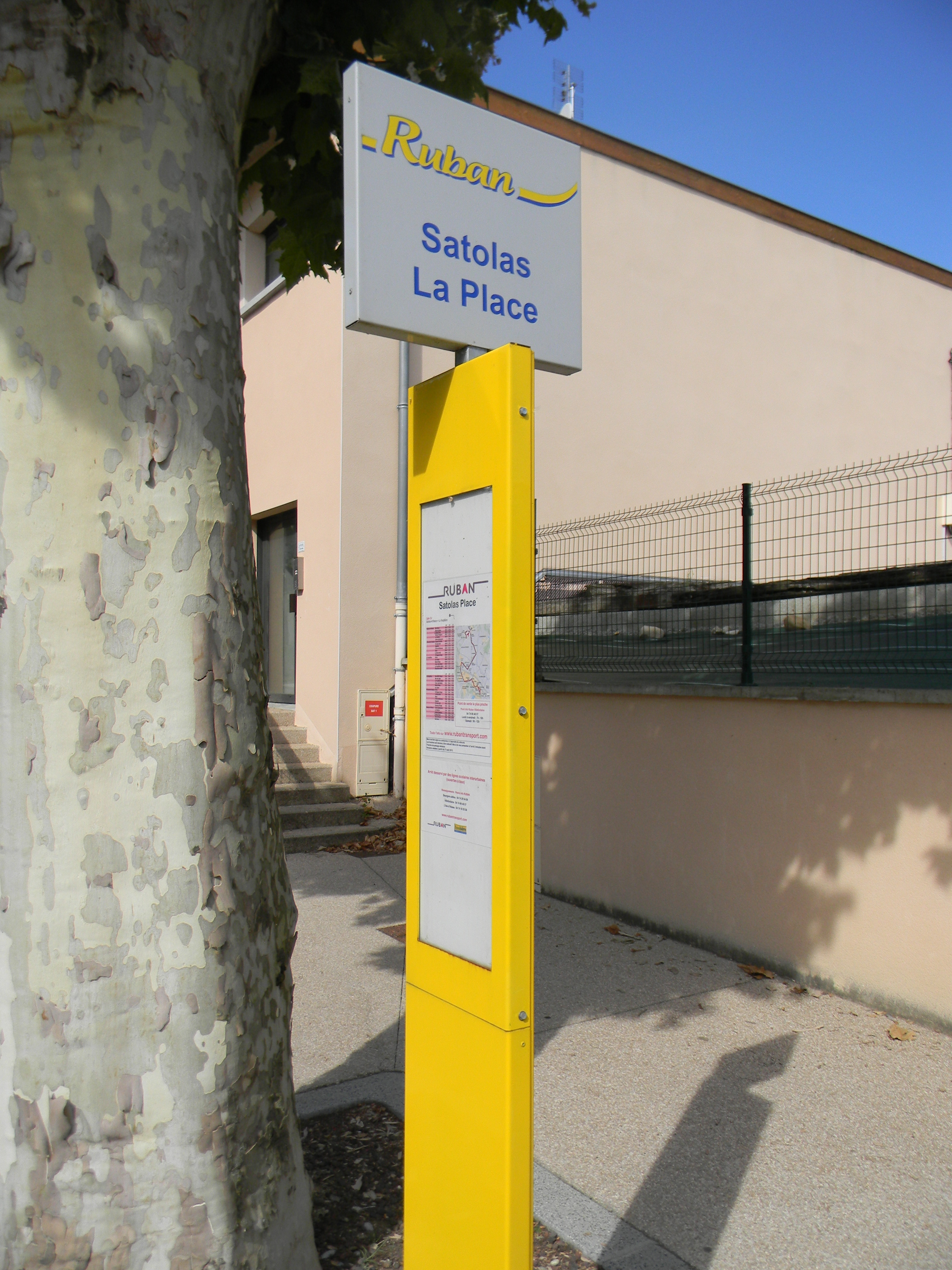
Un poteau d'arrêt photographié en 2012, portant encore les anciennes couleurs du réseau.
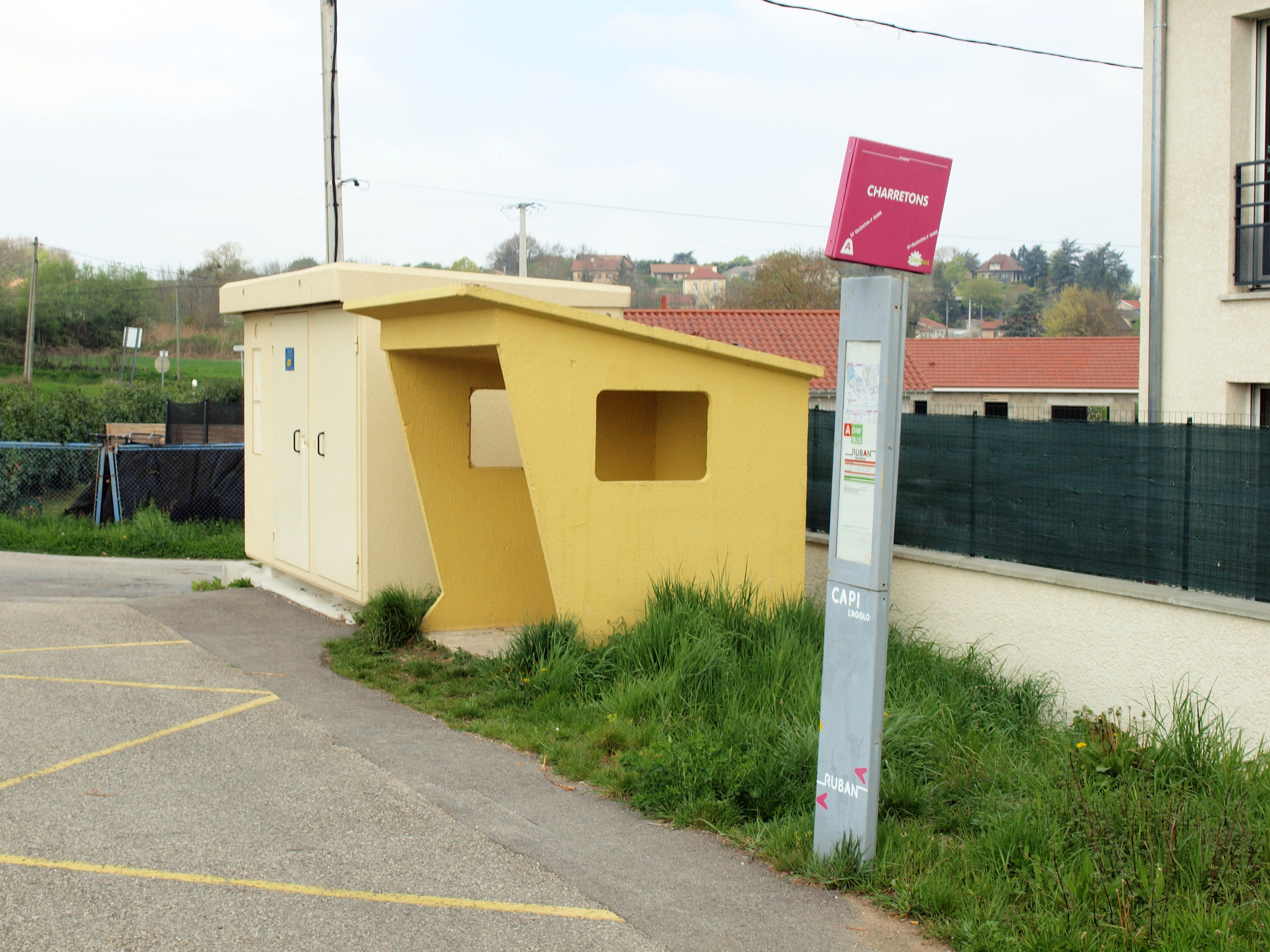
Poteau d'arrêt aux couleurs actuelles du réseau, avec un abribus en béton à côté.

### Lignes régulières
Les neuf lignes régulières desservent le cœur de l'agglomération du lundi au samedi de 5 h à 21 h 30.
| No | Date d'ouverture   | Parcours                                                                                                  | Parcours                                                                                                  | Longueur | Fréquentation annuelle | Matériel          | Dépôt |
| No | Date d'ouverture   | Terminus 1                                                                                                | Terminus 2                                                                                                | Longueur | Fréquentation annuelle | Matériel          | Dépôt |
| -- | ------------------ | --- | --- | -------- | ---------------------- | ----------------- | ----- |
| 1  | 1er septembre 2023 | L'Isle-d'Abeau — Triforium                                                                                | Bourgoin-Jallieu — Champaret                                                                              | -        | -                      | Standards         | -     |
| 2  | 1er septembre 2023 | L'Isle-d'Abeau — Triforium                                                                                | Bourgoin-Jallieu — Mozas le Bas                                                                           | -        | -                      | Standards         | -     |
| 3  | 1er septembre 2023 | L'Isle-d'Abeau — Fondbonnière                                                                             | Ruy-Montceau — Ruy le Perelly ou Nivolas-Vermelle — Nivolas La Place                                      | -        | -                      | Standards         | -     |
| 4  | 1er septembre 2023 | (Circulaire) Bourgoin-Jallieu — Gare via l'hôtel de ville                                                 | (Circulaire) Bourgoin-Jallieu — Gare via l'hôtel de ville                                                 | -        | -                      | Minibus Midibus   | -     |
| 5  | 1er septembre 2023 | Saint-Quentin-Fallavier — Gare                                                                            | Villefontaine — Place de l'Europe                                                                         | -        | -                      | -                 | -     |
| 6  | 1er septembre 2023 | Saint-Quentin-Fallavier — Les Moines                                                                      | L'Isle-d'Abeau — La Grande Buissière                                                                      | -        | -                      | Standards         | -     |
| 7  | 1er septembre 2023 | (Circulaire) Villefontaine — Hôtel de ville via Saint-Quentin-Fallavier et la zone d'activités de Chesnes | (Circulaire) Villefontaine — Hôtel de ville via Saint-Quentin-Fallavier et la zone d'activités de Chesnes | -        | -                      | -                 | -     |
| 8  | 1er septembre 2023 | Bourgoin-Jallieu — Mozas le Bas                                                                           | Villefontaine — Hôtel de ville                                                                            | -        | -                      | Standards Midibus | -     |
| 9  | 1er septembre 2023 | Saint-Savin — Flosailles Parking                                                                          | Maubec — La Combe Usine                                                                                   | -        | -                      | Midibus           | -     |

### Transport à la demande

#### Ruban Péri
Le service Ruban Péri fonctionne du lundi au samedi à travers cinq zones en garantissant six trajets par jour et par sens vers les communes ou les quartiers les moins peuplés. Il est découpé en cinq zones se rabattant sur plusieurs arrêts de dépose permettant de rejoindre une gare ou une ligne régulière.
Le fonctionnement se fait d'arrêt en arrêt.
| Zone | Date d'ouverture   | Secteur desservi                                                                           | Commune de rabattement | Fréquentation annuelle | Matériel | Dépôt |
| ---- | ------------------ | ------------------------------------------------------------------------------------------ | ---------------------- | ---------------------- | -------- | ----- |
| A    | 1er septembre 2023 | Châteauvilain, Eclose-Badinières, Les Éparres, Meyrié, Sérézin-de-la-Tour, Succieu         | Bourgoin-Jallieu       | -                      | -        | -     |
| B    | 1er septembre 2023 | Chèzeneuve, Crachier, Domarin, Four, Maubec, Saint-Alban-de-Roche                          | Bourgoin-Jallieu       | -                      | -        | -     |
| C    | 1er septembre 2023 | Ruy-Montceau (partie Montceau)                                                             | Bourgoin-Jallieu       | -                      | -        | -     |
| D    | 1er septembre 2023 | Quartier Pierre-Jouve à L'Isle-d'Abeau (service assuré par la ligne 3 en heures scolaires) | Bourgoin-Jallieu       | -                      | -        | -     |
| E    | 1er septembre 2023 | Satolas-et-Bonce                                                                           | La Verpillière         | -                      | -        | -     |

### Flexibus
Flexibus est le service de transport à la demande desservant la zone d'activités de Chesnes en complément de la ligne 7, ce service fonctionne en porte à porte.

### Ruban Dimanche
Le service Ruban Dimanche fonctionne de 8 h à 14 h les dimanches et jours fériés en assurant la desserte des arrêts des lignes 1, 2 et 5.

### Ruban Nuit
Le service Ruban Nuit fonctionne de 21 h à 6 h tous les jours en assurant la desserte des arrêts des lignes 1, 2, 5 ainsi que la desserte de la zone d'activités de Chesnes et du parc technologique Est.

### Mobi'bus
Mobi'bus est le service de transport à la demande de personnes à mobilité réduite.

## Exploitation

### Dépôt
Le réseau dispose de deux dépôts :
- Avenue de Lémard à Villefontaine ;
- Au 34 Avenue Chantereine à Bourgoin-Jallieu.

### État de parc
Le réseau compte 49 véhicules, dont :
35 Standards :
- 13 Heuliez GX 327 nos 1302, 1307 et 1309 à 1319 ;
- 9 Heuliez GX 337 nos 1320 à 1328 ;
- 1 Mercedes-Benz Citaro C1 no 1289 ;
- 1 Irisbus Citelis 12 no 1203.
- 4 Iveco Urbanway 12 nos 1329 à 1332
- 4 Iveco Urbanway 12 Hybrid nos 1333, et 1335 à 1337
- 1 Heuliez GX 337 ELEC no 1334

9 Midibus :
- 5 Heuliez GX 137 nos 1523 à 1527 ;
- 1 Mercedes-Benz Citaro K C1 Facelift no 1297.
- 3 Karsan Atak nos 1528, 1529 et 1530

5 Minibus :
- 1 Peugeot Boxer (Véhicule de service).
- 1 Mercedes-Benz Sprinter no 1709
- 2 Iveco Daily GNV nos 1711 et 1712
- 2 Renault Master TPMR nos 1800 et 1801

Par le passé, le réseau a aussi eu (en incluant le matériel des anciens réseaux TUB et IDABus ; parc incomplet) :
- 1 Gruau MG 50 no 1244 ;
- 2 Volvo 7700 no 1295 et 1294
- 2 Irisbus Agora S no 1200 et 1202  (le 1200 est l'ex-no 59 de la SIBRA d'Annecy) ;
- 1 Gruau MG 36 no 1259 ;
- 3 Heuliez GX 317 no 1282, 1285 et 1286 (ex-VFD nos 517, 520 et 521)
- 3 Heuliez GX 117 nos 1252, 1257 et 1258 ;
- 3 Heuliez GX 117 L nos 1521 et 1522 ;
- 2 Renault Agora Line nos 1266 et 1277 (1266 réformé à la suite d'un incendie accidentel) ;
- 2 Mercedes-Benz Citaro C1 nos 1280 et 1281 ;
- 9 Renault PR 100.2 nos 1235 à 1239, 1248, 1249, 1507 et 1508 ;
- 9 Renault Master nos 1250, 1251, 1253, 1254 1271, 1272, 1275, 1288, 1293 et 1298 ;
- 4 Berliet/Renault PR 100 MI nos 1240 à 1242 et 1245 (ex-Dunkerque sauf 1245 ex-Vienne) ;
- 3 Renault R 312 nos 1243, 1246 et 1247 ;
- 1 Volvo 7700 no 1294 ;
- 2 Volvo 7000 no 1290 et 1291.
- 1 Volvo 7000 nos 1292

### Tarification et financement
Le 1er septembre 2013, des abonnements intermodaux entre Ruban, les TER et les réseaux TCL de Lyon et L'va de Vienne sont lancés.
Le financement est assuré en partie par le versement mobilité dont le taux est fixé à 1,05 % sur l'ensemble du ressort territorial de la CAPI depuis le 1er janvier 2019.